# Бергстранд (лунный кратер)
Кратер Бергстранд (лат. Bergstrand) — крупный ударный кратер на обратной стороне Луны. Название дано в честь шведского астронома Карла Бергстранда (1873—1948) и утверждено Международным астрономическим союзом в 1970 г. Образование кратера относится к нектарскому периоду.

## Описание кратера
Ближайшими соседями кратера являются кратер Эйткен на северо-западе; кратер Де Фриз на востоке; кратер Нассау на юге; кратер Ван де Грааф на юге-юго-западе и кратер Вертрегт на юго-западе. Селенографические координаты центра кратера — 18°43′ ю. ш. 176°26′ в. д. / 18,72° ю. ш. 176,44° в. д., диаметр — 43 км, глубина — около 2,2 км.
Вал кратера имеет слегка овальную форму, ориентированную в направлении север-юг; юго-западная часть вала перекрыта сателлитным кратером Бергстранд Q (см. ниже). Высота вала над окружающей местностью составляет около 1000 м, объем кратера приблизительно 1400 км³. Внутренний вал кратера имеет многочисленные следы обрушения. Дно чаши кратера сравнительно ровное, без приметных структур, отмечено множеством мелких кратеров.

## Сателлитные кратеры
| Бергстранд | Координаты                                              | Диаметр, км |
| ---------- | ------------------------------------------------------- | ----------- |
| G          | 19°52′ ю. ш. 179°17′ в. д. / 19,86° ю. ш. 179,28° в. д. | 32,4        |
| J          | 20°14′ ю. ш. 178°02′ в. д. / 20,23° ю. ш. 178,03° в. д. | 28,3        |
| Q          | 19°56′ ю. ш. 175°11′ в. д. / 19,94° ю. ш. 175,19° в. д. | 57,1        |

- Образование сателлитного кратера Бергстранд Q относится к нектарскому периоду[1].